# Lasioglossum lissonotum
Lasioglossum lissonotum är en biart som först beskrevs av Noskiewicz 1926.  Lasioglossum lissonotum ingår i släktet smalbin, och familjen vägbin. Inga underarter finns listade i Catalogue of Life.